# Motobu Chōyū
Motobu Chōyū (本部朝勇?   1857-1928) fue un maestro de karate del estilo Motobu-Ryu de Okinawa, así como un maestro del arte marcial secreto Motobu-udundi. Fue hermano mayor del karateka Motobu Chōki. Su familia pertenecía a la nobleza de Okinawa.

## Vida
Motobu Chōyū nació en el pueblo de Akahira en Shuri, Okinawa. Su padre, Anji (Señor) Motobu Chōshin era un descendiente del Príncipe Shō Kōshin (1655-1687), el sexto hijo del Rey de Okinawa Shō Shitsu (1629-1668).
Chōyū aprendió por primera vez el arte de Udundi, también conocido como Goten-te, (el precursor del karate moderno), que se transmitía dentro de la familia real Shō del padre al hijo mayor. El arte marcial Udundi difiere considerablemente del karate y cae en la categoría de artes marciales suaves. En dicho estilo se hace mucho uso de agarres y lanzamientos, con lo que es muy similar al arte de defensa japonés Aikido.
Junto con su hermano Choki, Chōyū aprendió también el Shuri-te karate con el maestro Anko Itosu y más tarde con el maestro Sokon Matsumura. Choyu también fue discípulo del maestro Kosaku Matsumora, quien le enseñó el estilo de karate Tomari. Dicho estilo finalmente se conoció como Motobu-Ryu. Motobu Ryu, sin embargo todavía es llamado por algunas personas como "Go-Ten-Te" que literalmente significa «Mano de Palacio». Esto se debe a que el arte estuvo fuertemente asociado con los reyes de Okinawa durante siglos.
Luego estudió artes marciales japonesas Shuri-te karate y koryū ("vieja escuela") bajo el legendario karateka Matsumura Sōkon. Más tarde, combinó todas estas artes que había aprendido para crear el estilo de karate Motobu-ryū. En sus últimos años fue jefe instructor de artes marciales del último rey del reino Ryūkyū , llamado Tai Sho (1848-1879). Sucedió a Sokon Matsumura en esa posición. Permaneció en esta posición hasta que el reino fue levantado por Japón en 1879. Años más tarde, abrió un dojo en la ciudad de Naha y comenzó a enseñar karate.
En 1924, Choyu, junto con varios otros maestros de karate, fundó el club Ryukyu Tote Kenkyukai, cuyo objetivo era examinar y enseñar el karate en todas sus facetas. Maestros de karate como Choyun Miyagi (fundador Goju-ryu ), Kenwa Mabuni (fundador Shito-ryu ), Choki Motobu , Chotoku Kyan , Kentsu Yabu , Chojo Oshiro y Chomo Hanashiro estuvieron involucrados. Como Choyu era el maestro de karate más antiguo, estaba a cargo del club. Choyu tenía la intención de enseñarle a su segundo hijo Chomo (su primer hijo había muerto antes), el arte marcial secreto de la familia Motobu: el Udundi. Sin embargo, Chomu no estaba interesado y se fue a trabajar a la prefectura de Wakayama, Japón. Para evitar que el arte familiar se perdiera, Choyu decidió romper con la tradición familiar y le enseñó el Udundi al joven de veinte años Seikichi Uehara, quien había sido aprendiz de karate durante 7 años y que también trabajaba dando clases de te en el club de karate Ryukyu Tote Kenkyukai. Choyu murió el 21 de marzo de 1928. Tres años después, el club que fundó también dejó de existir.

## Trascendencia
Después de la muerte de Chōyū Motobu, su arte marcial fue mantenido vivo por Seikichi Uehara. En 1947, Seikichi Uehara cambió el nombre del estilo de lucha a Motobu-ryu en memoria a su maestro y organizó varias demostraciones para popularizar el estilo. Más tarde, en 1978, Chomei Motobu, hijo de Choki Motobu (el hermano menor de Choyu Motobu), se convirtió en alumno de Seikichi Uehara, lo que devolvió el arte secreto de la familia Motobu, el Udundi, nuevamente a esta.